# Liste der Naturdenkmale in Eppenberg (Eifel)
Die Liste der Naturdenkmale in Eppenberg nennt die im Gemeindegebiet von Eppenberg ausgewiesenen Naturdenkmale (Stand 25. März 2024).

## Naturdenkmale
| Nr.         | Bezeichnung | Lage                                                       | Beschreibung  | Bild                                    |
| ----------- | ----------- | ---------------------------------------------------------- | ------------- | --------------------------------------- |
| ND-7135-387 | Eiche       | südöstlich des Ortes an der K 12; Flur Im Stallepesch Lage | Quercus robur | Direkt Bild zu diesem Denkmal hochladen |